# منتخب سانت فينسنت والغرينادين لكرة القدم للسيدات
منتخب سانت فينسنت والغرينادين الوطني لكرة القدم للسيدات (بالإنجليزية: Saint Vincent and the Grenadines women's national football team)‏ هو ممثل سانت فينسنت والغرينادين الرسمي في المنافسات الدولية في كرة القدم للسيدات، يديريه اتحاد سانت فينسنت والغرينادين لكرة القدم.